# Mary Chase Barney
Mary Chase Barney, född 1785, död 1872, var en amerikansk affärsidkare.  Hon utgav tidningen National Magazine i Baltimore 1829–1831. 
Tidningen var en politisk tidning som riktade sig till en kvinnlig läsekrets, något som i sig var ovanligt vid denna tid men särskilt i Sydstaterna.  Barney deltog i den offentliga politiska debatten och talade för Whig-partiet mot det demokratiska partiet. Hon tilldrog sig stor uppmärksamhet som röst i den offentliga debatten, något som var mycket ovanligt för en kvinna i dåtidens Sydstaterna. 
Även Frances Webb Bumpas, som utgav Weekly Message i Greensboro, North Carolina 1852-72, och Sarah Lawrence Griffin i Macon i Georgia, som utgav Family Companion and Ladies' Mirror 1841-43 (den ena av Sydstaternas mest framstående kvinnotidningar), var kända som redaktörer vid samma tid, då den litterära världen var en av få karriärmöjligheter för en kvinna i Sydstaterna. 